# Argentinos Juniors
Az Asociación Atlética Argentinos Juniors, egy 1904-ben alapított argentin labdarúgócsapat, melynek La Paternal (Buenos Aires) szomszédságában van a székhelye.
Az egykor szebb napokat is megélt Argentinos Juniors, jelenleg a másodosztályban szerepel.

## Sikerek
Liga Profesional
- Bajnok (3): 1984 Metropolitano, 1985 Nacional, 2010 Clausura

Copa de Competencia Jockey Club
- Döntős (1): 1925

Copa Libertadores
- Győztes (1): 1985

Copa Interamericana
- Győztes (1): 1985

## Játékosok

### Jelenlegi keret
2014. február 8-tól
| #  |     | Poszt | Név                    |
| -- | --- | ----- | ---------------------- |
| 1  | ARG | K     | Luis Ojeda             |
| 2  | ARG | V     | Matías Caruzzo         |
| 3  | ARG | V     | Julio Barraza          |
| 4  | ARG | V     | Pablo Barzola          |
| 5  | ARG | KP    | Cristian Ledesma       |
| 6  | ARG | V     | Nicolás Freire         |
| 7  | ARG | KP    | Rodrigo Gómez          |
| 8  | ARG | KP    | Santiago Nagüel        |
| 9  | ARG | KP    | Facundo Coria          |
| 10 | ARG | KP    | Juan Román Riquelme    |
| 11 | ARG | KP    | Juan Edgardo Ramírez   |
| 12 | ARG | K     | Sebastián Giovini      |
| 13 | ARG | V     | Mariano Almandoz       |
| 14 | ARG | V     | José Luis Palomino     |
| 15 | ARG | V     | Diego Barisone         |
| 16 | PER | V     | Gianmarco Gambetta     |
| 17 | ARG | CS    | Lucas Cano             |
| 18 | ARG | V     | Lucas Nahuel Rodríguez |
| 19 | ARG | KP    | Sergio Vittor          |
| 20 | ARG | K     | Nereo Fernández        |
| 21 | ARG | V     | Nicolás Batista        |
| 23 | ARG | CS    | Leandro Barrera        |
| 24 | COL | KP    | Reinaldo Lenis         |
| 25 | ARG | CS    | Hernán Boyero          |
| 26 | ARG | CS    | Raúl Becerra           |
| 27 | ARG | V     | Franco Flores          |
| 28 | ARG | KP    | Nicolás Olmedo         |
| 29 | ARG | KP    | Walter Serrano         |
| -- | ARG | V     | Miguel Torrén          |
| -- | ARG | KP    | Gaspar Iñíguez         |